# Varennes-sur-Fouzon

Varennes-sur-Fouzon este o comună în departamentul Indre, Franța. În 1 ianuarie 2018 avea o populație de 665 de locuitori.